# Priscilla Presley
Priscilla Presley, pierw. Priscilla Ann Wagner, później Priscilla Ann Beaulieu Presley (ur. 24 maja 1945 na Brooklynie w Nowym Jorku) – amerykańska modelka i aktorka pochodzenia norwesko-szkocko-irlandzkiego. Była żona Elvisa Presleya.

## Życiorys
Urodziła się w nowojorskim Brooklynie. Jej ojciec James Wagner, pilot pochodzenia szkocko-irlandzkiego, zginął w wypadku lotniczym, gdy była niemowlęciem. Po śmierci ojca, jej matka Anna Lillian Iversen (która była córką norweskiego migranta) poślubiła Paula Beaulieu – oficera Sił Powietrznych Stanów Zjednoczonych stacjonującego w Niemczech wraz z Elvisem Presleyem.
W 1985 wystąpiła w widowisku Night of 100 Stars II w nowojorskim Radio City Music Hall. Przez pięć lat prowadziła butik, a następnie została modelką. W 1990 wyprodukowała cztery serie perfum. W 2008 uczestniczyła w szóstym sezonie programu rozrywkowego Dancing with the Stars.

## Życie prywatne

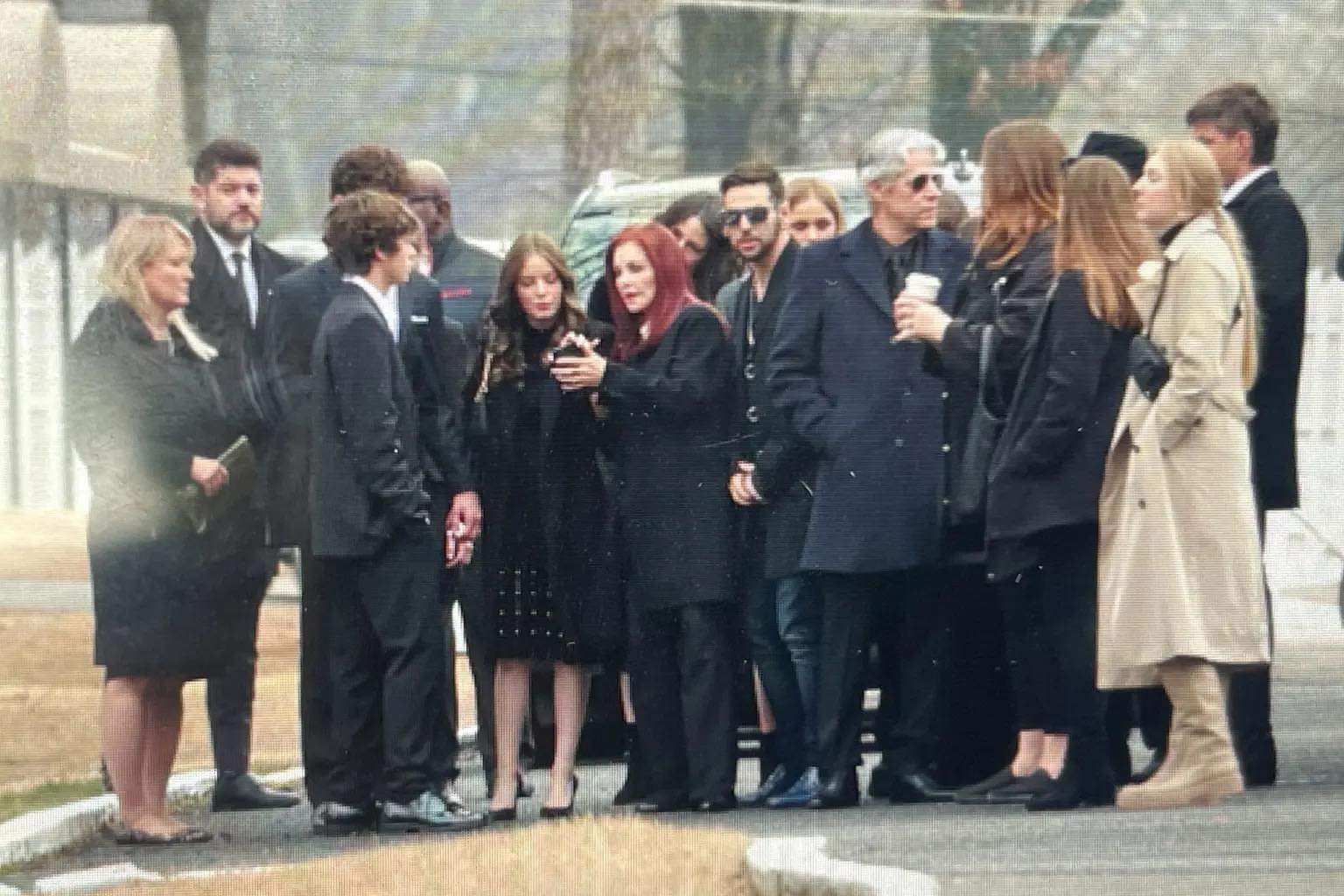
Priscilla Presley i jej rodzina na pogrzebie córki Lisy Marie Presley.

W wieku 14 lat podczas pobytu w Wiesbaden poznała Elvisa Presleya, za którego wyszła za mąż 1 maja 1967 w Las Vegas. 1 lutego 1968 urodziła córkę, Lisę Marie. Wiosną 1972 porzuciła męża, który pod jej nieobecność organizował orgie w swojej posiadłości. W październiku 1973 sfinalizowali rozwód, jednak mimo zakończenia małżeństwa utrzymywali dobre stosunki i wspólnie wychowywali córkę, która mieszkała z matką w Los Angeles i odwiedzała ojca w Graceland. Przed rozstaniem z Presleyem związała się z instruktorem karate Mikiem Stone’em. W latach 1977–1984 była związana z aktorem Michaelem Edwardsem. Z nieformalnego związku z Marco Garibaldim ma syna Navarone’a Anthony’ego (ur. 1 marca 1987).
Od 1979 za namową Johna Travolty jest członkiem Kościoła Scjentologicznego.
Priscilla Presley była przez pewien czas krótkofalarką. Do roku 2000 posiadała pozwolenie radioamatorskie i otrzymała na swoje nazwisko panieńskie amatorskie znaki wywoławcze: najpierw KC6IWA a potem N6YOS.
|  |  |  |  |  |  |  |  |  |  |  |  |  |  |  |  |                    |                    |                    |                    |                             |                    | Vernon Presley | Vernon Presley | Vernon Presley | Vernon Presley | Vernon Presley | Vernon Presley |               |               | Gladys Love Presley | Gladys Love Presley | Gladys Love Presley | Gladys Love Presley | Gladys Love Presley | Gladys Love Presley |                    |                    | James Wagner       | James Wagner       | James Wagner               | James Wagner               | James Wagner               | James Wagner               |                            |                            | Anna Iversen      | Anna Iversen      | Anna Iversen                 | Anna Iversen                 | Anna Iversen                 | Anna Iversen                 |                              |                              | Paul Beaulieu | Paul Beaulieu | Paul Beaulieu | Paul Beaulieu | Paul Beaulieu | Paul Beaulieu |  |  |  |  |  |  |  |  |  |  |  |  |  |  |
|  |  |  |  |  |  |  |  |  |  |  |  |  |  |  |  |                    |                    |                    |                    |                             |                    | Vernon Presley | Vernon Presley | Vernon Presley | Vernon Presley | Vernon Presley | Vernon Presley |               |               | Gladys Love Presley | Gladys Love Presley | Gladys Love Presley | Gladys Love Presley | Gladys Love Presley | Gladys Love Presley |                    |                    | James Wagner       | James Wagner       | James Wagner               | James Wagner               | James Wagner               | James Wagner               |                            |                            | Anna Iversen      | Anna Iversen      | Anna Iversen                 | Anna Iversen                 | Anna Iversen                 | Anna Iversen                 |                              |                              | Paul Beaulieu | Paul Beaulieu | Paul Beaulieu | Paul Beaulieu | Paul Beaulieu | Paul Beaulieu |  |  |  |  |  |  |  |  |  |  |  |  |  |  |
|  |  |  |  |  |  |  |  |  |  |  |  |  |  |  |  |                    |                    |                    |                    |                             |                    |                |                |                |                |                |                |               |               |                     |                     |                     |                     |                     |                     |                    |                    |                    |                    |                            |                            |                            |                            |                            |                            |                   |                   |                              |                              |                              |                              |                              |                              |               |               |               |               |               |               |  |  |  |  |  |  |  |  |  |  |  |  |  |  |
|  |  |  |  |  |  |  |  |  |  |  |  |  |  |  |  |                    |                    |                    |                    |                             |                    |                |                |                |                |                |                |               |               |                     |                     |                     |                     |                     |                     |                    |                    |                    |                    |                            |                            |                            |                            |                            |                            |                   |                   |                              |                              |                              |                              |                              |                              |               |               |               |               |               |               |  |  |  |  |  |  |  |  |  |  |  |  |  |  |
|  |  |  |  |  |  |  |  |  |  |  |  |  |  |  |  |                    |                    |                    |                    |                             |                    |                |                |                |                | Elvis Presley  | Elvis Presley  | Elvis Presley | Elvis Presley | Elvis Presley       | Elvis Presley       |                     |                     |                     |                     |                    |                    |                    |                    |                            |                            | Priscilla Presley          | Priscilla Presley          | Priscilla Presley          | Priscilla Presley          | Priscilla Presley | Priscilla Presley |                              |                              |                              |                              |                              |                              |               |               |               |               |               |               |  |  |  |  |  |  |  |  |  |  |  |  |  |  |
|  |  |  |  |  |  |  |  |  |  |  |  |  |  |  |  |                    |                    |                    |                    |                             |                    |                |                |                |                | Elvis Presley  | Elvis Presley  | Elvis Presley | Elvis Presley | Elvis Presley       | Elvis Presley       |                     |                     |                     |                     |                    |                    |                    |                    |                            |                            | Priscilla Presley          | Priscilla Presley          | Priscilla Presley          | Priscilla Presley          | Priscilla Presley | Priscilla Presley |                              |                              |                              |                              |                              |                              |               |               |               |               |               |               |  |  |  |  |  |  |  |  |  |  |  |  |  |  |
|  |  |  |  |  |  |  |  |  |  |  |  |  |  |  |  |                    |                    |                    |                    |                             |                    |                |                |                |                |                |                |               |               |                     |                     |                     |                     |                     |                     |                    |                    |                    |                    |                            |                            |                            |                            |                            |                            |                   |                   |                              |                              |                              |                              |                              |                              |               |               |               |               |               |               |  |  |  |  |  |  |  |  |  |  |  |  |  |  |
|  |  |  |  |  |  |  |  |  |  |  |  |  |  |  |  |                    |                    |                    |                    |                             |                    | Danny Keough   | Danny Keough   | Danny Keough   | Danny Keough   | Danny Keough   | Danny Keough   |               |               |                     |                     |                     |                     | Lisa Marie Presley  | Lisa Marie Presley  | Lisa Marie Presley | Lisa Marie Presley | Lisa Marie Presley | Lisa Marie Presley |                            |                            |                            |                            |                            |                            | Michael Lockwood  | Michael Lockwood  | Michael Lockwood             | Michael Lockwood             | Michael Lockwood             | Michael Lockwood             |                              |                              |               |               |               |               |               |               |  |  |  |  |  |  |  |  |  |  |  |  |  |  |
|  |  |  |  |  |  |  |  |  |  |  |  |  |  |  |  |                    |                    |                    |                    |                             |                    | Danny Keough   | Danny Keough   | Danny Keough   | Danny Keough   | Danny Keough   | Danny Keough   |               |               |                     |                     |                     |                     | Lisa Marie Presley  | Lisa Marie Presley  | Lisa Marie Presley | Lisa Marie Presley | Lisa Marie Presley | Lisa Marie Presley |                            |                            |                            |                            |                            |                            | Michael Lockwood  | Michael Lockwood  | Michael Lockwood             | Michael Lockwood             | Michael Lockwood             | Michael Lockwood             |                              |                              |               |               |               |               |               |               |  |  |  |  |  |  |  |  |  |  |  |  |  |  |
|  |  |  |  |  |  |  |  |  |  |  |  |  |  |  |  |                    |                    |                    |                    |                             |                    |                |                |                |                |                |                |               |               |                     |                     |                     |                     |                     |                     |                    |                    |                    |                    |                            |                            |                            |                            |                            |                            |                   |                   |                              |                              |                              |                              |                              |                              |               |               |               |               |               |               |  |  |  |  |  |  |  |  |  |  |  |  |  |  |
|  |  |  |  |  |  |  |  |  |  |  |  |  |  |  |  |                    |                    |                    |                    |                             |                    |                |                |                |                |                |                |               |               |                     |                     |                     |                     |                     |                     |                    |                    |                    |                    |                            |                            |                            |                            |                            |                            |                   |                   |                              |                              |                              |                              |                              |                              |               |               |               |               |               |               |  |  |  |  |  |  |  |  |  |  |  |  |  |  |
|  |  |  |  |  |  |  |  |  |  |  |  |  |  |  |  | Ben Smith-Petersen | Ben Smith-Petersen | Ben Smith-Petersen | Ben Smith-Petersen | Ben Smith-Petersen          | Ben Smith-Petersen |                |                | Riley Keough   | Riley Keough   | Riley Keough   | Riley Keough   | Riley Keough  | Riley Keough  |                     |                     | Benjamin Keough     | Benjamin Keough     | Benjamin Keough     | Benjamin Keough     | Benjamin Keough    | Benjamin Keough    |                    |                    | Finley Aaron Love Lockwood | Finley Aaron Love Lockwood | Finley Aaron Love Lockwood | Finley Aaron Love Lockwood | Finley Aaron Love Lockwood | Finley Aaron Love Lockwood |                   |                   | Harper Vivienne Ann Lockwood | Harper Vivienne Ann Lockwood | Harper Vivienne Ann Lockwood | Harper Vivienne Ann Lockwood | Harper Vivienne Ann Lockwood | Harper Vivienne Ann Lockwood |               |               |               |               |               |               |  |  |  |  |  |  |  |  |  |  |  |  |  |  |
|  |  |  |  |  |  |  |  |  |  |  |  |  |  |  |  | Ben Smith-Petersen | Ben Smith-Petersen | Ben Smith-Petersen | Ben Smith-Petersen | Ben Smith-Petersen          | Ben Smith-Petersen |                |                | Riley Keough   | Riley Keough   | Riley Keough   | Riley Keough   | Riley Keough  | Riley Keough  |                     |                     | Benjamin Keough     | Benjamin Keough     | Benjamin Keough     | Benjamin Keough     | Benjamin Keough    | Benjamin Keough    |                    |                    | Finley Aaron Love Lockwood | Finley Aaron Love Lockwood | Finley Aaron Love Lockwood | Finley Aaron Love Lockwood | Finley Aaron Love Lockwood | Finley Aaron Love Lockwood |                   |                   | Harper Vivienne Ann Lockwood | Harper Vivienne Ann Lockwood | Harper Vivienne Ann Lockwood | Harper Vivienne Ann Lockwood | Harper Vivienne Ann Lockwood | Harper Vivienne Ann Lockwood |               |               |               |               |               |               |  |  |  |  |  |  |  |  |  |  |  |  |  |  |
|  |  |  |  |  |  |  |  |  |  |  |  |  |  |  |  |                    |                    |                    |                    |                             |                    |                |                |                |                |                |                |               |               |                     |                     |                     |                     |                     |                     |                    |                    |                    |                    |                            |                            |                            |                            |                            |                            |                   |                   |                              |                              |                              |                              |                              |                              |               |               |               |               |               |               |  |  |  |  |  |  |  |  |  |  |  |  |  |  |
|  |  |  |  |  |  |  |  |  |  |  |  |  |  |  |  |                    |                    |                    |                    | Tupelo Storm Smith-Petersen |                    |                |                |                |                |                |                |               |               |                     |                     |                     |                     |                     |                     |                    |                    |                    |                    |                            |                            |                            |                            |                            |                            |                   |                   |                              |                              |                              |                              |                              |                              |               |               |               |               |               |               |  |  |  |  |  |  |  |  |  |  |  |  |  |  |

## Filmografia

### Filmy fabularne
- 1983: Miłość na wieki (Love Is Forever, TV) jako Sandy Redford
- 1988: Naga broń: Z akt Wydziału Specjalnego (The Naked Gun: From the Files of Police Squad!) jako Jane Spencer
- 1990: Przygody Forda Fairlane’a (The Adventures of Ford Fairlane) jako Colleen Sutton
- 1991: Naga broń 2½: Kto obroni prezydenta? (The Naked Gun 2½: The Smell of Fear) jako Jane Spencer
- 1994: Naga broń 33⅓: Ostateczna zniewaga (The Naked Gun 33⅓: The Final Insult) jako Jane Spencer
- 1998: Śniadanie z Einsteinem (Breakfast with Einstein, TV) jako Keelin
- 1999: Hayley Wagner, Star (TV) jako Sue Wagner

### Seriale TV
- 1980-81: Those Amazing Animals jako gospodarz
- 1983: Upadły facet (The Fall Guy) jako Sabrina Coldwell
- 1983-88: Dallas jako Jenna Wade Krebbs
- 1993: Opowieści z krypty (Tales from the Crypt) jako Gina
- 1996: Melrose Place jako pielęgniarka Benson
- 1997: Dotyk anioła (Touched by an Angel) jako dr Meg Saulter
- 1999: Spin City jako Marie Paterno